# Окрузи Грчке
Република Грчка је 2011. године, по Каликратисовом плану, добила ново устројство државе, подељено на три нивоа. Држава је подељена на 7 децентрализованих управа, 13 периферија, подељених на округе, и 325 општина. Света Гора, као потпуно аутономна монашка јединица у Грчкој, ужива посебне повластице, па је изузетак од изложеног.

## Окрузи
Једна од основних новина промене по Каликратисовом плану јесте укидање дотадашњих префектура (укупно њих 54), које су биле нижи ниво регионалне самоуправе. Он је делимично надокнађен стварањем округа, укупно њих 74. Матични назив за округе јесте периферијска јединица (грч. περιφερειακές ενότητες, sing. περιφερειακή ενότητα). Они имају знатно мање надлежности него раније префектуре, па се могу изједначити са појмом округа у Србији. Дати окрузи имају начелника, кога бира самоуправа периферије, па је његова улога првенствено у спровођењу мера и одлука дате управе.
Грчки окрузи се састоје од једне од десетак општина. Окрузи са једном општином (тј. где је ниво општине и округа изједначен) су „острвски“ окрузи, који се састоје од једног, главног острва са низом острваца и хриди у непосредном окружењу. То су уједно, и по простору и по броју, становника, најмањи окрузи у држави.

## Просторни размештај и границе округа
Већина новоуспостављених округа (2/3 укупног броја) се по површини и границама у целости поклапа са пређашњим префектурама од којих су наследили назив. Основне разлике су у томе што је број округа већи (74) од броја префектура (54), а добијен је поделом пар бивших острвских префектура и префектура главног града Атине на пар мањих округа (1/3 укупног броја).

## Списак округа у Грчкој
Испод је дат списак округа у Грчкој:
| Периферија                   | Округ              | Матични назив          | Префектура из које настао округ |
| ---------------------------- | ------------------ | ---------------------- | ------------------------------- |
| Атика                        | Западна Атика      | Δυτικής Αττικής        | Западна Атика                   |
| Атика                        | Западна Атина      | Δυτικού Τομέα Αθηνών   | Атина (део)                     |
| Атика                        | Источна Атика      | Ανατολικής Αττικής     | Источна Атика                   |
| Атика                        | Јужна Атина        | Νοτίου Τομέα Αθηνών    | Атина (део)                     |
| Атика                        | Острва             | Νήσων                  | Пиреј (део)                     |
| Атика                        | Пиреј              | Πειραιώς               | Пиреј (део)                     |
| Атика                        | Северна Атина      | Βορείου Τομέα Αθηνών   | Атина (део)                     |
| Атика                        | Средишња Атина     | Κεντρικού Τομέα Αθηνών | Атина (део)                     |
| Епир                         | Арта               | Άρτας                  | Арта                            |
| Епир                         | Јањина             | Ιωαννίνων              | Јањина                          |
| Епир                         | Превеза            | Πρέβεζας               | Превеза                         |
| Епир                         | Теспротија         | Θεσπρωτία              | Теспротија                      |
| Западна Грчка                | Ахаја              | Αχαΐα                  | Ахаја                           |
| Западна Грчка                | Етолија-Акарнанија | Αιτωλοακαρνανία        | Етолија-Акарнанија              |
| Западна Грчка                | Илија              | Ηλεία                  | Илија                           |
| Западна Македонија           | Гревена            | Γρεβενών               | Гревена                         |
| Западна Македонија           | Касторија          | Καστοριάς              | Касторија                       |
| Западна Македонија           | Козани             | Κοζάνης                | Козани                          |
| Западна Македонија           | Флорина            | Φλώρινας               | Флорина                         |
| Источна Македонија и Тракија | Драма              | Δράμας                 | Драма                           |
| Источна Македонија и Тракија | Еврос              | Έβρου                  | Еврос                           |
| Источна Македонија и Тракија | Кавала             | Καβάλας                | Кавала (део)                    |
| Источна Македонија и Тракија | Ксанти             | Ξάνθης                 | Ксанти                          |
| Источна Македонија и Тракија | Родопи             | Ροδόπη                 | Родопи                          |
| Источна Македонија и Тракија | Тасос              | Θάσος                  | Кавала (део)                    |
| Јонска острва                | Закинтос           | Ζάκυνθος               | Закинтос                        |
| Јонска острва                | Итака              | Ιθάκη                  | Кефалонија (део)                |
| Јонска острва                | Кефалонија         | Κεφαλονιά              | Кефалонија (део)                |
| Јонска острва                | Крф                | Κέρκυρας               | Крф                             |
| Јонска острва                | Лефкада            | Λευκάδας               | Лефкада                         |
| Јужни Егеј                   | Андрос             | Άνδρος                 | Киклади (део)                   |
| Јужни Егеј                   | Калимнос           | Καλύμνου               | Додеканез (део)                 |
| Јужни Егеј                   | Карпатос           | Καρπάθου               | Додеканез (део)                 |
| Јужни Егеј                   | Кеа-Китнос         | Κέας-Κύθνου            | Киклади (део)                   |
| Јужни Егеј                   | Кос                | Κω                     | Додеканез (део)                 |
| Јужни Егеј                   | Миконос            | Μύκονος                | Киклади (део)                   |
| Јужни Егеј                   | Милос              | Μήλου                  | Киклади (део)                   |
| Јужни Егеј                   | Наксос             | Νάξου                  | Киклади (део)                   |
| Јужни Егеј                   | Парос              | Πάρου                  | Киклади (део)                   |
| Јужни Егеј                   | Родос              | Ρόδου                  | Додеканез (део)                 |
| Јужни Егеј                   | Санторини          | Θήρας                  | Киклади (део)                   |
| Јужни Егеј                   | Сирос              | Σύρος                  | Киклади (део)                   |
| Јужни Егеј                   | Тинос              | Τήνος                  | Киклади (део)                   |
| Крит                         | Ираклион           | Ηρακλείου              | Ираклион                        |
| Крит                         | Ласити             | Λασίθι                 | Ласити                          |
| Крит                         | Ретимно            | Ρεθύμνο                | Ретимно                         |
| Крит                         | Ханија             | Χανίων                 | Ханија                          |
| Пелопонез                    | Арголида           | Αργολίδα               | Арголида                        |
| Пелопонез                    | Аркадија           | Αρκαδία                | Аркадија                        |
| Пелопонез                    | Коринтија          | Κορινθία               | Коринтија                       |
| Пелопонез                    | Лаконија           | Λακωνία                | Лаконија                        |
| Пелопонез                    | Месенија           | Μεσσηνία               | Месенија                        |
| Северни Егеј                 | Икарија            | Ικαρίας                | Самос (део)                     |
| Северни Егеј                 | Лезбос             | Λέσβος                 | Лезбос (део)                    |
| Северни Егеј                 | Лимнос             | Λήμνου                 | Лезбос (део)                    |
| Северни Егеј                 | Самос              | Σάμος                  | Самос (део)                     |
| Северни Егеј                 | Хиос               | Χίου                   | Хиос                            |
| Средишња Грчка               | Беотија            | Βοιωτία                | Беотија                         |
| Средишња Грчка               | Евбеја             | Εύβοιας                | Евбеја                          |
| Средишња Грчка               | Евританија         | Ευρυτανία              | Евританија                      |
| Средишња Грчка               | Фокида             | Φωκίδα                 | Фокида                          |
| Средишња Грчка               | Фтиотида           | Φθιώτιδα               | Фтиотида                        |
| Средишња Македонија          | Иматија            | Ημαθία                 | Иматија                         |
| Средишња Македонија          | Килкис             | Κιλκίς                 | Килкис                          |
| Средишња Македонија          | Пела               | Πέλλας                 | Пела                            |
| Средишња Македонија          | Пијерија           | Πιερία                 | Пијерија                        |
| Средишња Македонија          | Сер                | Σερρών                 | Сер                             |
| Средишња Македонија          | Солун              | Θεσσαλονίκης           | Солун                           |
| Средишња Македонија          | Халкидики          | Χαλκιδική              | Халкидики                       |
| Тесалија                     | Кардица            | Καρδίτσας              | Кардица                         |
| Тесалија                     | Лариса             | Λάρισας                | Лариса                          |
| Тесалија                     | Магнезија          | Μαγνησία               | Магнезија (део)                 |
| Тесалија                     | Споради            | Σποράδες               | Магнезија (део)                 |
| Тесалија                     | Трикала            | Τρικάλων               | Трикала                         |